# Алгоритмическая теория информации
Алгоритмическая теория информации  — это область информатики, которая пытается уловить суть сложности, используя инструменты из теоретической информатики. Главная идея — это определить сложность (или описательную сложность, колмогоровскую сложность, сложность Колмогорова-Хайтина) строки как длину кратчайшей программы, которая выводит заданную строку. Строки, которые могут выводиться короткими программами, рассматриваются как не очень сложные. Эта нотация удивительно глубока и может быть использована для постановки и доказательства невозможности некоторых результатов таким же образом, как это делает теорема Гёделя о неполноте и проблема остановки Тьюринга.
Эта область была разработана Андреем Колмогоровым, Рэем Соломоноффом и Грегори Хайтиным в конце 1960-х годов. Существуют несколько вариантов колмогоровской сложности или алгоритмической информации. Наиболее широко используемая базируется на саморазграничивающих программах и в основном следует Леониду Левину (1974).
Принцип минимальной длины сообщения (МДС) статистического и индуктивного вывода и машинного обучения был разработан Кристофером Уоллесом и D. M. Boulton в 1968 году. МДС — байесовская вероятность (она включает предыдущие мнения) и информационно-теоретическая. Она имеет желаемые свойства статистической инвариантности (вывод трансформируется с репараметризацией, например, таким же образом, как осуществляется перевод из полярных координат в декартовы), статистическую согласованность (даже для очень сложных проблем МДС будет сходиться к любой низлежащей модели) и эффективность (модель МДС будет сходиться к любой истинной низлежащей модели так быстро, как возможно). Кристофер Уоллес и D.L. Dowe показали формальную связь между МДС и алгоритмической теорией информации (или колмогоровской сложностью) в 1999 году.